# Ewgeni Gegetschkori

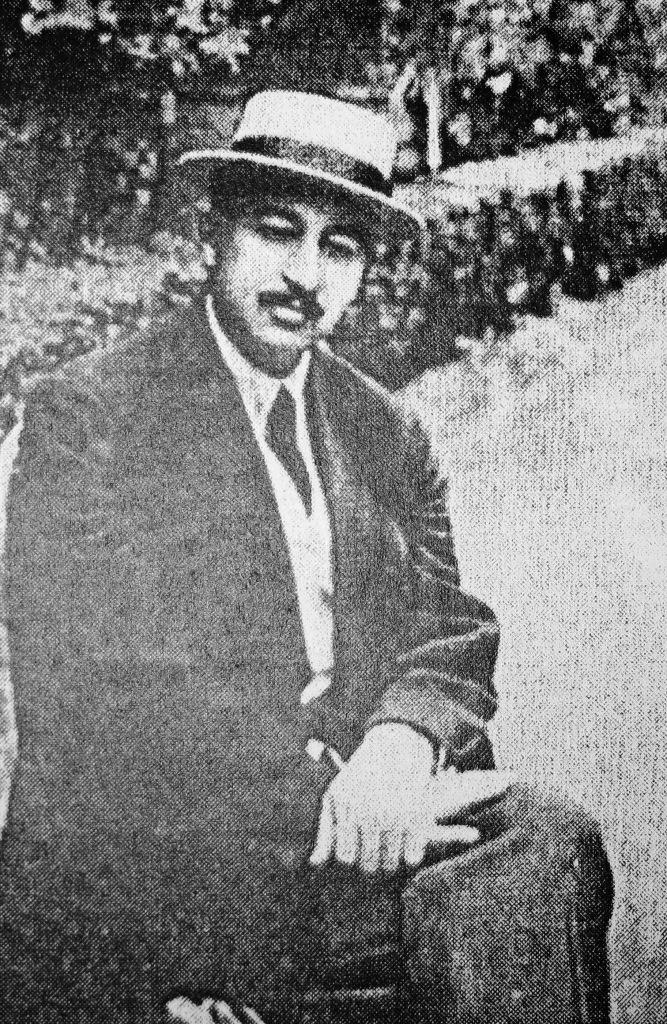
Ewgeni Gegetschkori

Ewgeni Gegetschkori (georgisch ევგენი გეგეჭკორი; geb. 1. Februar (alter Stil: 20. Januar) 1881, anderen Angaben zufolge 24. April 1882 in Martwili – gest. 5. Juni 1954 in Paris) war ein georgischer Politiker und Außenminister der Demokratischen Republik Georgien.

## Biografie
Ewgeni wurde 1902 in einer Adelsfamilie geboren. Er absolvierte das Kutaissi-Adelsgymnasium. Er setzte sein Studium an der Moskauer Universität an der juristischen Fakultät fort, das er 1906 abschloss. Während seines Studiums an der Universität beteiligte er sich an der Arbeit sozialdemokratischer Kreise. Er war Vorsitzender der Gesellschaft der georgischen Studenten in Moskau. Ab 1904 war er Mitglied der Russischen Sozialdemokratischen Arbeiterpartei. 1904 wurde er wegen seiner Parteimitgliedschaft verhaftet. 1905 schloss er sich den Menschewiki an.
1907 kehrte er in seine Heimat zurück und arbeitete als Hilfsanwalt am Bezirksgericht Kutaissi. Parallel dazu setzte er seine politische Tätigkeit in den sozialdemokratischen Organisationen des Landkreises Senaki fort. Im selben Jahr wurde er als Abgeordneter der Gouvernements Kutaissi in die III. Staatsduma des Russischen Reiches gewählt. Er war neben Nikolos Tschcheidse einer der Führer der sozialdemokratischen Fraktion. Er verteidigte die staatlichen Rechte Polens und Finnlands und zeichnete sich durch seine gute Redekunst aus. Seine Reden erregten die Aufmerksamkeit der europäischen Presse und sein Name wurde auch in den internationalen sozialistischen Bewegungen bekannt. Er nahm auch an den Wahlen zur IV. Staatsduma teil, wurde aber nicht zum Abgeordneten gewählt.
Während der Februarrevolution von 1917 wurde er zum Kommissar der Provisorischen Regierung im Gouvernement Kutaissi ernannt. Später zog er nach Tiflis und wurde Vorsitzender des Regionalrats der Arbeiter- und Soldatendeputierten. Im selben Jahr wurde er auf der Liste der Menschewiki zum Abgeordneten der russischen Konstituierenden Versammlung gewählt. Vom 7. August bis zum 19. Dezember war er Vorsitzender des Tifliser Stadtrats. Seit dem 14. November war er der erste Vorsitzende des Transkaukasischen Kommissariats. Im selben Monat wurde er zum Mitglied des Nationalrats von Georgien gewählt. Unter seiner Führung wurde die Evakuierung der bolschewistischen Soldaten der Kaukasusfront nach Russland durchgeführt. Ab Februar 1918 war er Mitglied des Transkaukasischen Sejms. Er wurde zum Vorsitzenden der Regierung und zum Kriegsminister der Demokratischen Föderativen Republik Transkaukasien gewählt.
Am 26. Mai 1918 unterzeichnete er die Unabhängigkeitserklärung Georgiens. Im November 1918 wurde er zum Außenminister der Koalitionsregierung der Demokratischen Republik Georgien ernannt und war gleichzeitig stellvertretender Ministerpräsident. Am 12. März 1919 wurde er auf der Liste der Sozialdemokratischen Partei zum Mitglied der Konstituierenden Versammlung Georgiens gewählt. In der nach den Wahlen gebildeten Regierung bekleidete er auch das Amt des Justizministers. Er arbeitete eng mit den Diplomaten des Entente-Blocks zusammen und vermittelte mehrfach zwischen Aserbaidschan und Armenien. 1919 spielte er eine wichtige Rolle bei der Einstellung der Kämpfe in Sangesur und dem Abschluss eines Vertrags zwischen Armenien und Aserbaidschan. Im September 1920 wurde er nach Europa entsandt, um diplomatische Verhandlungen für die De-jure-Anerkennung Georgiens zu führen, die am 27. Januar 1921 erfolgreich abgeschlossen wurden.
Nach der sowjetischen Besetzung Georgiens im Jahr 1921 setzte er zusammen mit anderen Regierungsmitgliedern auf Beschluss der Konstituierenden Versammlung seine Arbeit für die Deokkupation im Exil fort. Nach der Niederschlagung des Augustaufstands im September 1924 konfiszierte die Regierung der Georgischen SSR sein Eigentum. 1926 kam es zu einem Konflikt in der „Prometheischen“ Bewegung zwischen Gegetschkori und Noe Ramischwili. 1927 starb Gegetschkoris 16-jähriger Sohn Sosiko in Paris. Unter Ausnutzung des schweren psychologischen Hintergrunds, der durch die Familientragödie verursacht wurde, versuchten die sowjetischen Geheimdienste, Gegetschkori anzuwerben und die georgische politische Emigration zu zerschlagen. Die sowjetischen Geheimdienste versuchten nach dem Zweiten Weltkrieg erneut, Gegetschkori anzuwerben. Sie boten ihm die Rückkehr in seine Heimat an. 1951 trat Gegetschkori dem im Exil gegründeten Georgischen Nationalrat bei. Im Oktober 1952 beteiligte er sich an der Arbeit des in München gegründeten Antibolschewistischen Koordinationszentrums, wo er die Positionen der Unabhängigkeit Georgiens verteidigte.